# برخورد آسمانی
برخورد آسمانی (به انگلیسی: Air Conflicts: Aces of World War II) برترین بازی سال ۲۰۰۵ از سوی سایت اطلاع‌رسانی گیم اسپورت (به انگلیسی: game sport) بود و دارای بهترین تکنولوژِی گرافیکی در زمان خودش بود.

## نسخه فارسی
به نسخه فارسی این بازی نیروی هوائی ارتش جمهوری اسلامی ایران نیز اضافه گردیده‌است و در نسخه فارسی امکان استفاده از جنگهای نوین و قابلیت استفاده از دو هواپیمای مدرن ایرانی با نامهای صاعقه و شفق نیز افزوده شده‌است.